# 妮古拉·斯特金
妮古拉·斯特金（英語：Nicola  Ferguson Sturgeon；1970年7月19日—），英国苏格兰政治人物，曾任苏格兰首席部长和苏格兰民族党党魁。

## 生平
斯特金出生在歐文的歐文中央醫院，早年曾在格林伍德学院读书，后来在格拉斯哥大学学习法律。
1986年，她加入了苏格兰民族党，开始自己的政治生涯。於2014年在蘇格蘭獨立公投後成為蘇格蘭首席部長，带领苏格兰民族党在2015年英国大选中赢得苏格兰59个席位中的56席，苏格兰民族党跃升为英国第三大政党。斯特金任內積極極爭取蘇格蘭獨立，尤其當大多數蘇格蘭人贊成留在歐盟時，英國卻於2016年啟動脫歐程序，她於是要求舉行第二次蘇獨公投，希望藉蘇格蘭獨立能讓其重新加入歐盟，但先後被兩任首相文翠珊和鮑里斯·強森拒絕。
斯特金又希望在2023年10月19日舉行蘇格蘭獨立公投，不過2022年11月，英國最高法院裁定，未經英國政府同意，蘇格蘭政府不能舉行獨立公投。此外斯特金擔任首席部長期間苏格兰议会通过了“性别认知法案”，使苏格兰成为英国第一个批准改变性别自我认同程序的地区，但該法最終遭英國政府阻擋。
兩度落敗後，2023年2月15日，斯特金宣布将辞去苏格兰首席部长與蘇格蘭民族黨黨魁，待蘇格蘭民族黨選出新任黨魁後將正式卸任。
2023年6月11日，斯特金因卷入蘇格蘭民族黨資金挪用醜聞而被苏格兰警察局逮捕。蘇格蘭警方發現蘇格蘭獨立運動人士於2017年募集的60多萬英鎊資金，這些錢應該被用於推動蘇格蘭獨立事務，但從蘇格蘭民族黨的帳戶中消失。遭警方逮捕讯问7小时後，斯特金被无罪释放。

## 家庭
斯特金嫁给了彼得·马雷尔，他是苏格兰民族党的首席执行官。2010年1月29日，两人宣布订婚，2010年7月16日，两人正式结婚。她的母亲琼·斯特金也是苏格兰民族党的成员。2023年4月，施特金的丈夫因卷入蘇格蘭民族黨的資金調查案而遭到逮捕。不過不久就被釋放。2025年1月13日，兩人宣佈離婚。